# Vilejšov
Vilejšov (též Nová Ves, německy Willersdorf) je zaniklá vesnice v okrese Teplice. Býval součástí obce Fláje na hřebeni Krušných hor. V roce 1930 bylo v obci 48 domů s 228 obyvateli. Po odsunu německých obyvatel se stal Vilejšov chatovou osadou.
Z důvodu vybudování vodního díla Fláje byla obec kvůli zřízení ochranného pásma v roce 1955 zrušena. Dnes lze v místě vesnice nalézt pouze zbytky původních domů. Prostor bývalé obce je postupně zalesňován.

## Obyvatelstvo
Při sčítání lidu v roce 1921 zde žilo 200 obyvatel (z toho 86 mužů) německé národnosti a římskokatolického vyznání. Podle sčítání lidu z roku 1930 měla vesnice 187 obyvatel se stejnou národnostní i náboženskou strukturou.
|           | 1869 | 1880 | 1890 | 1900 | 1910 | 1921 | 1930 | 1950 |
| --------- | ---- | ---- | ---- | ---- | ---- | ---- | ---- | ---- |
| Obyvatelé | 301  | 261  | 227  | 229  | 228  | 200  | 187  | 18   |
| Domy      | 52   | 52   | 48   | 52   | 47   | 46   | 46   | 31   |